# Вулиця Штевньова (Мелітополь)
Вулиця Штевньова — вулиця в Мелітополі. Починається глухим кутом біл 1-го Північно-Лінійного провулка і йде до вулиці 9 Січня. Здебільшого складається з приватного сектора.

## Назва
Вулиця названа на честь Андрія Дмитровича Штевньова (1899—1944) — уродженця Мелітополя, генерал-лейтенанта танкових військ, який командував бронетанковими та механізованими військами 1-го Українського фронту і загинув у районі селища Лисянка, потрапивши в засідку під час Корсунь-Шевченківської операції. Спочатку Штевнев був похований у Житомирі, але потім на прохання робітників мелітопольського залізничного депо, де він навчався і працював у ранні роки життя, його останки були перевезені до Мелітополя.
У Мелітополі також є однойменний провулок Штевньова.
Цікаво, що через непроставлення точок над «ё» у російськомовних джерелах, в українських джерелах вулиця іноді називається вулиця Штєвнєва, замість граматично більш правильного вулиця Штевньова.

## Історія
Рішення про прорізку та найменування вулиці було прийнто 2 квітня 1954 року, і новостворена вулиця отримала назву Путейська. 
15 квітня 1965 року вулиця була перейменована на вулицю Штевньова.